# Фрикселл

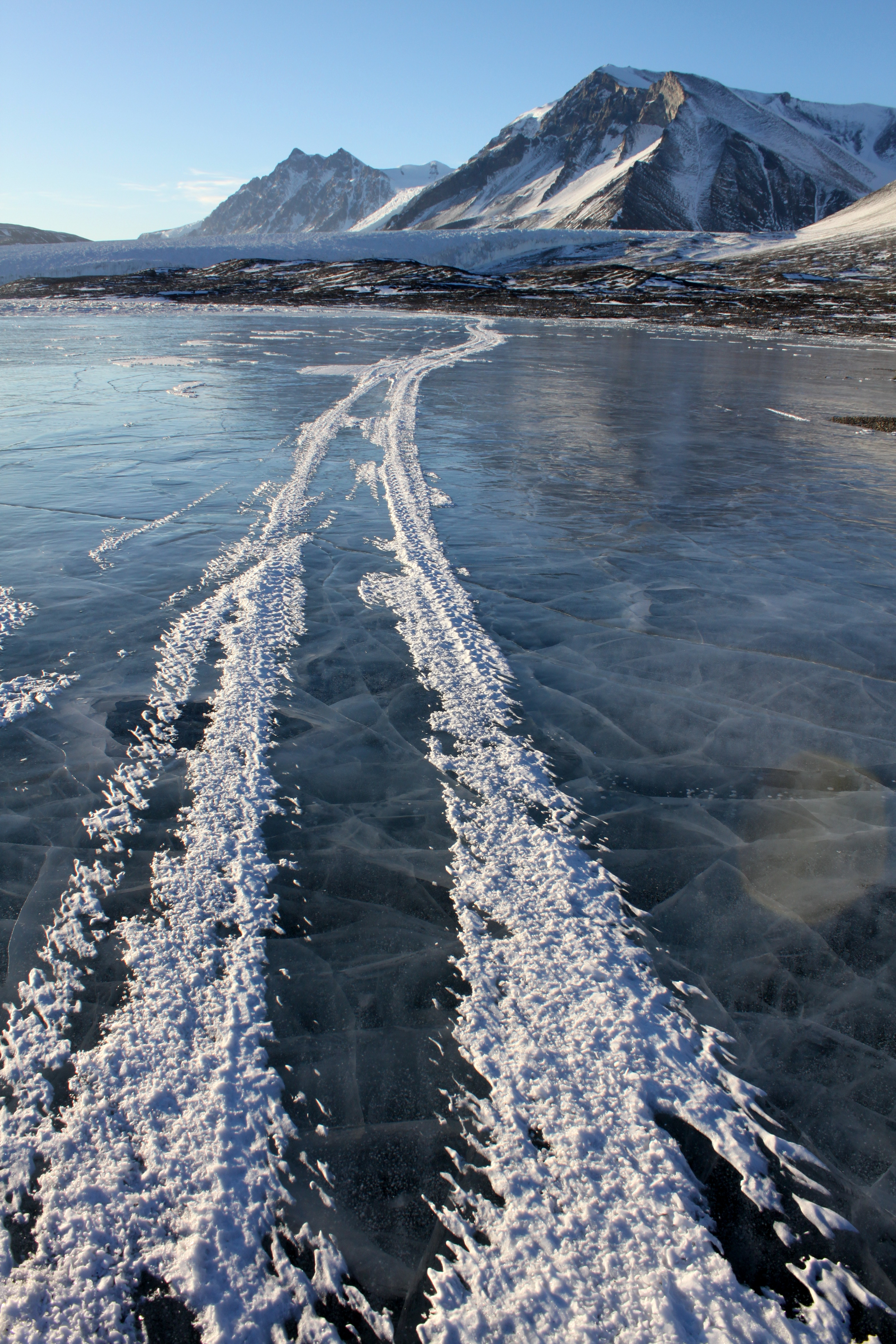

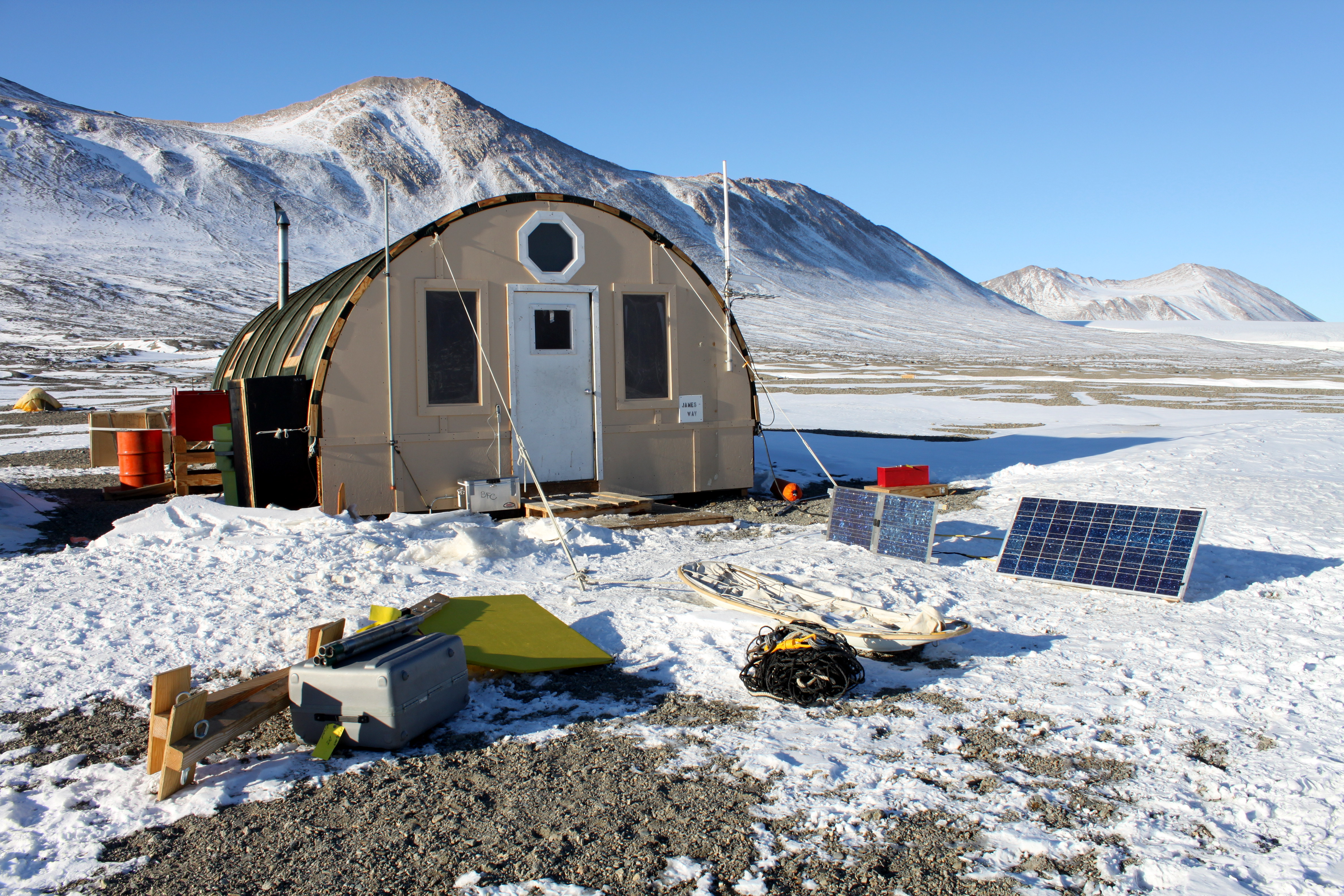
Полевой лагерь у озера в ноябре 2009 года

Фрикселл — бессточное озеро в районе Земли Виктории, Антарктида. Расположено в долине Тейлора Трансантарктического хребта между ледником Канада и ледником Содружества. Длина озера составляет 4,5 км, площадь — 7 км². Располагается на высоте 15 м над уровнем моря, имеет глубину 19,2 м.
У озера расположена метеостанция.

## Открытие
Озеро Фрикселл было нанесено на карту Британской антарктической экспедицией под руководством Роберта Скотта в 1910-13 годах.
В 1957-58 годах во время проведения американской операции Дип-Фриз озеро было исследовано профессором Т. Л. Певе, который назвал его англ. Lake Fryxell в честь известного гляциолога Фритьофа М. Фрикселла (Fritiof M. Fryxell).

## Описание
Озеро постоянно покрыто льдом толщиной 4,5—4,72, но в летние месяцы лёд вдоль береговой линии может расчиститься. Есть несколько небольших островов, а также несколько мелководных участков.
Наполняют озеро тринадцать ручьёв, образующих водораздел площадью примерно 230 км2. Там, где несколько ручьёв впадают в озеро, есть хорошо развитые дельты. Ручьи текут около 4–12 недель в году.
Вода в нём солёная, близкая по составу к морской. Температура воды в летний период колеблется от +0,42 до +2,57 °C, рН 6,64—8,00.

## Лагерь у озера
Озеро Фрикселл является центром научных исследований и содержит полупостоянный лагерь с четырьмя лабораториями и двумя другими зданиями. Электричество в лагере вырабатывается с помощью солнечных батарей и ветряной турбины. Четыре лаборатории используются для экспериментов с радиоактивными материалами, электроникой, химикатами и другими материалами. Находясь в лагере, исследователи спят в палатках, некоторые из которых выполнены в том же стиле, что и те, которые использовались в некоторых антарктических экспедициях начала 20 века. В лагере есть доступ в Интернет и телефон.
Исследовательская деятельность в основном связана с самим озером и может включать в себя погружение ученых в воду. Лагерь существует как минимум с 1984 года.

## Исследования
Экспедиция Института микробиологии РАН 1995-96 годах во главе с членом-корреспондентом РАН Валерием Федоровичем Гальченко исследовала озеро на предмет наличия живых бактерий.
Оксиклин обнаружен на глубине 9,5 м, ниже обнаружены высокие концентрации метана и сероводорода, однако исследования в разные годы выявили заметное изменение концентраций сероводорода.

## Экология
В озере обитает множество форм водорослей, включая значительную популяцию сульфатредуцирующих бактерий. Некоторые образцы этих бактерий обитают в очень специфических областях, например, на определённой глубине или в определённых местах, что приводит к тому, что они находятся в разных физико-химических условиях. В бескислородной зоне также обитает несколько архей, которые способствуют образованию карманов метана на глубине 12 метров под поверхностью.